# آراز بارسقیان

## زندگی
آراز بارسقیان نویسنده‌ ایرانی است. که علاوه بر داستان‌نویسی در حیطه‌ی ترجمه نیز فعالیت می‌کند. از میان  آثار او که یکی از برگزیدگان جشنواره‌ی صادق هدایت است، می‌توان به ترجمه‌ی کتاب‌های «جاسوس اول شخص» و «عمل خلاقانه» اشاره کرد. او در خانواده‌ای هنرمند به دنیا آمد، و از سن هجده سالگی با شرکت در کلاس‌های داستان‌نویسی جمال میرصادقی به‌طور حرفه‌ای داستان‌نویسی را شروع کرد. این کلاس‌ها زمینه‌ساز برای جایزهٔ ادبی صادق هدایت در اسفند ۱۳۸۵ شدند. داستان‌های کوتاهی که وی در طول سال‌های ۱۳۸۳ الی ۱۳۸۶ نوشته بود در سال ۱۳۸۸ در کتابی تحت عنوان «باسگا» توسط نشر افراز منتشر شد. او همچنین در زمینه ترجمه ادبیات نمایشی فعالیت زیادی دارد. و اولین کتابی که در این زمینه از او منتشر شد ترجمه‌ای بود از نمایشنامه دفتر یادداشت تریگورین؛ برداشتی آزاد از مرغ دریایی آنتوان چخوف نوشتهٔ تنسی ویلیامز که توسط نشر قطره در سال ۱۳۸۶ منتشر شد.

## فعالیت‌های ادبی و هنری

### ادبیات و تألیف
او پس از آموزش در کلاس‌های داستان‌نویسی میرصادقی و بعد از بردن جایزهٔ صادق هدایت، اثری نیافرید تا این‌که در سال ۱۳۸۷ با کارگاه‌های داستان‌نویسی محمدحسن شهسواری آشنا شد و در آن‌جا داستان بلند «یکشنبه» را نگاشت، که در سال ۱۳۸۹ توسط نشر چشمه منتشر شد. اما قبل از در سال ۱۳۸۸ توسط نشر افراز اولین مجموعه داستان خودش به نام "باسگا "را روانهٔ بازار کرد. این مجموعه داستان که حاصل تجربیات کلاس‌های جمال میرصادقی بود، شامل هشت داستان کوتاه می‌شد. مجموعه داستانی که در وصف آن احمد بیگدلی، نویسنده، در روزنامهٔ فرهیختگان نوشت:
«همه داستان‌ها در «زبان» یگانه‌اند، اما در «آن» داشتن یا نداشتن باهم فرق می‌کنند. در این داستان‌ها یا «آنی» وجود ندارد یا اگر هست، مثل آفتاب پیش از طلوع است. به همین دلیل است که من گام اول این نویسنده ارمنی را که به راستی جنس زبان فارسی را به خوبی می‌شناسد تردیدآمیز تلقی می‌کنم. نه تا بدان حد که ناامید باشم.»
این مجموعه شامل داستان‌هایی است که همگی به صورت کلاسیک و قاعده‌مند نگاشته شده‌اند و از نظر خیلی‌ها در زمان نگارش، حرف تازه‌ای برای ادبیات نداشتند. اما داستان بلند یکشنبه که یک‌سال بعد از انتشار مجموعه داستان باسگا منتشر شد، داستان پسر جوانی است به نام «آربی آراکلیان» که به صورت اول شخص روایت می‌شود و ما از طریق راوی با دنیای پیرامون او و آدم‌های زندگی‌اش آشنا می‌شویم. این داستان در مدت زمان دو سال روایت می‌شود و چند تا از وقایع مهم شخصیت راوی را در بر می‌گیرد.

بهاره الله‌بخش در نقد خود از این کتاب در روزنامهٔ جام جم می‌نویسد:
«مسئله‌ای به نام «انتخاب»، چیزی است که از طرف هر کس و به هر شکلی صورت پذیرد، برای راوی محترم است و انتظار دارد که دیگران نیز متقابلاً به انتخاب‌های او احترام بگذارند. این دغدغه راوی از همان ابتدای داستان و پنهان و آشکار، رخ می‌نماید ولی چگونگی این انتخاب‌ها و محترم شمردن انتخاب‌های بی خردانه و بی‌دلیل، چالش اصلی زندگی راوی را می‌سازد.»
این رمان توانست سال ۱۳۹۰ در یازدهمین دورهٔ جایزه بنیاد هوشنگ گلشیری نامزد نهایی بخش «رمان اول» این جایزه شود.کتاب صوتی این اثر توسط آوانامه منتشر و با صدای میلاد فتوحی خوانده شده است.
بارسقیان در ادامهٔ فعالیت‌های بعدی خودش در زمینهٔ داستان‌نویسی رمان «دوشنبه» را نوشت. این رمان هم ادامهٔ داستان زندگی آربی آراکلیان بود و به یک روز دوشنبه از زندگی او می‌پرداخت. وقایع رمان مربوط به چند سال بعد از ماجراهای کتاب «یکشنبه» بود. این داستان در روز دوشنبه شانزدهم ۱۳۹۱ می‌گذرد و ما تمام روز را با آربی (شخصیت اصلی داستان) هستیم. او را در خلال یک روز بلند و گرم تابستانی می‌بینیم. روزنامهٔ همشهری در بخش چهار پیشنهاد خود دربارهٔ دوشنبه چنین می‌نویسند که:
«دوشنبه، پخته‌ترین اثر این نویسنده‌ به‌شمار می‌رود. اثری که با تغییراتی در فرم نسبت به کارهای قبلی بارسقیان منتشر شده و به نظر می‌رسد بیشتر این تغییرات نیز در نهایت به اعتلای روایت کمک کرده‌اند. همان‌طور که از نام اثر می‌توان حدس زد، این کتاب یک روز از زندگی راوی‌ داستان در گوشه‌ای از تهران روایت می‌کند. بر خلاف اثر قبلی نویسنده، این‌بار تمِ تنهایی کمتر در کار به چشم می‌خورد، اما دوشنبه سرشار از درگیری‌های روزمره‌ای است که با پیش رفتن ماجرا و بیشتر دیده شدن شخصیت‌ها، بیشتر و بیشتر نمایان می‌شوند. نوع روایت در «دوشنبه» تا حدودی می‌تواند یادآور فیلم «به همین سادگی» رضا میرکریمی هم باشد، با این تفاوت که این‌جا کشمکش‌ها، به همان سادگی‌ها هم نیستند!»
در جلسهٔ رونمایی کتاب دوشنبه، حسین سناپور، رمان‌نویس و استاد داستان‌نویسی، از این رمان چنین یاد کرد:
«بارسقیان قصد دارد روابط میان آدم‌های امروزی دوروبر خودش را نشان‌مان
دهد و خیلی خوب از هم گسیختگی روابط میان این آدم‌ها را در رمانش می‌سازد؛ مثلاً روابط درون خانواده با وجود نزدیک بودن باز هم چندان نزدیک نیست و راوی و خواهرش نمی‌توانند با هم حرف بزنند. در کتاب‌فروشی سه نفر نشسته‌اند و زبان همدیگر را نمی‌فهمند و در نهایت این آدم سعی دارد ارتباط بگیرد و کار درست را انجام بدهد اما اغلب این کارها تبدیل به ضد خودشان می‌شوند یک گسیختگی خیلی خوب را نشان‌مان می‌دهند. اگر توقع‌مان این باشد که رمان می‌خواهد جامعهٔ اطرافش را نشان‌مان بدهد باید گفت از عهدهٔ این کار برآمده است. اگر بخواهم فراتر از این‌ها نگاه کنم باید بگویم انتظار من این بود که او روابط را بیشتر بکاود و مثلاً شکل رابطه با آن دختری که دارد در خیابان پیاده‌روی می‌کنند و یک جاهایی حرف هم را می‌فهمند و یک جاهایی نمی‌فهمند، این صحنه از آن‌هایی است که شاید بسط دادنش می‌توانست کمک کند به شناخت بیشتر آن فضا و جامعه و روابطی که نویسنده ازشان حرف می‌زند، او اما توی اعماق ذهن نمی‌رود بلکه بیشتر مثل یک گزارشگر یک چیزهایی را می‌بیند و می‌گوید، این تفسیر نکردن جهان پیرامون و حرف نزدن از احساسات شخصی سبب می‌شود که ما بی‌واسطه با آن‌ها برخورد کنیم و خوب این هم شیوهٔ خوبی است.»
داستان بلند دوشنبه به صورت الکترونیکی در سایت فیدیبو منتشر شده است. رمان بعدی او اثری است مشترک با غلامحسین دولت‌آبادی به نام پُل که توسط نشر افراز سال ۱۳۹۴ منتشر شده است. این رمان هم به مانند کار قبلی او باز داستان یک روز از زندگی در شهر تهران است اما تفاوت‌های بسیار با اثر قبلی او دارد. این رمان در یک روز گرم مردادی می‌گذرد. پنج‌شنبه ۲۴ مرداد ۱۳۹۲ تاریخ رخداد این رمان است. اما این بار عوض یک شخصیت ما حداقل با بیش از چهل‌ودو شخصیت شناسنامه‌دار مواجه هستیم که هر کدام در این روز گرم سعی می‌کنند راوی تراژیک وقایع زندگی خودشان باشند. این رمان پُر حجم (۵۰۴ صفحه) سعی دارد از خلال یک روز طولانی ما را با زندگی آدم‌های زیادی و اخلآقایت و وقایع اطرافشان مواجه کند. در طول روز، ما هر چه به ساعت غروب نزدیک‌تر می‌شویم، هوا ابری‌تر می‌شود تا این‌که به صورت ناگهانی در ساعت شش باران شروع به باریدن می‌کند. بارانی که تا انتهای شب تبدیل به طوفانی خطرناک می‌شود. این رمان به هیچ‌وجه به شکل رمان‌های معمول روایت تک خطی ندارد و داستان با روایت‌های موازی فراوان پیش می‌رود. این رمان در پاییز سال ۱۳۹۷ با ویراستی تازه که شامل ویرایش فنی و صوری مجدد کتاب بود توسط نشر اسم دوباره وارد بازار شد. لیلا صادقی دربارهٔ این رمان نوشت:
رمان پل، نوشتهٔ آراز بارسقیان و غلامحسین دولت‌آبادی (۱۳۹۴) اثری است با ساختار و مفهومی شهری که می‌توان آن را انعکاسی از تهران در دورهٔ معاصر از نگاه مؤلفان آن به عنوان بخشی از جامعه دانست. داستان‌های متفاوتی که همگی با درون‌مایهٔ تنش‌های خانوادگی و اضمحلال روابط انسانی نوشته شده‌اند، در دو بخش صوری بنا به تطبیق با ساختار پل به عنوان سازه‌ای که دو مکان را به یکدیگر متصل می‌کند، روایت می‌شوند. در مجموع کل اثر از هفت فصل به نام هفت پل در تهران تشکیل شده که هر فصل خود شامل زیرفصل‌های دیگری به عنوان پیوست و نیز متعاقباً پیوند است. به غیر از زیرفصل اول هریک از فصل‌ها که با نام «پیوند» به روایت ماجرای امین پارسا اختصاص دارد، الزاماً این فصل‌بندی، با تقطیع روایی رمان هم‌خوانی ندارند تا جایی که در برخی از زیرفصل‌ها به صورت دائرةالمعارف‌وار داستان شخصیت‌های مختلف بدون هیچ‌گونه اتصال روایی گزارش می‌شود…
فرید قدمی در مراسم رونمایی از اولین ویراست این کتاب در پاییز ۱۳۹۴ دربارهٔ این کتاب گفت:
مشکل بزرگی که باعث می‌شود، مخاطبان با آثار حوزه ادبیات داستانی معاصر ارتباط چندانی برقرار نکنند، با عجله خواندن این آثار است. رمان «پل» را باید به آهستگی هرچه تمام‌تر مطالعه کرد. رمان «پل» از واقع‌گرایی مقابل چیزی که ادبیات یا رمان ذهنی خوانده می‌شود، دفاع می‌کند. همان‌گونه که برای ساختن پل نیاز به کار مهندسی شده است، رمان «پل» نیز کاملاً مهندسی شده و سازمان یافته «ساخته» شده است. شارل بودلر، شاعر و نظریه‌پرداز مشهور فرانسوی نیز در دو قرن پیش گفت که آثار بزرگ «ساخته» می‌شوند. خویشاوند مهم رمان «پل» رمان اولیس (رمان) اثر جاودانه جیمز جویس است. این دو رمان هر دو در یک روز از یک ماه گرم می‌گذرند. رمان «پل» تصویر و شناخت مناسبی از شهرِ تهران به دست می‌دهد و در رمان «اولیس» نیز شهرِ «دوبلین» به تصویر کشیده شده است. در رمان «اولیس» به‌جز انگلیسی از چند زبان دیگر از جمله لاتین و یونانی هم استفاده شده است؛ رمان «پل» نیز قسمت‌هایی به زبان‌های انگلیسی و همچنین جملاتی نیز به زبان‌های ارمنی و عربی دارد. هر دو رمان نیز «اتوبیوگرافیک» هستند. در رمان «پل» می‌توان زندگی واقعی هر دو نویسنده یعنی دولت‌آبادی و بارسقیان را مشاهده کرد و این کار را بسیار جذاب می‌کند.
نسخهٔ ویراست دوم این کتاب در به صورت الکترونیکی در سایت طاقچه منتشر شده است. در زمستان سال ۱۳۹۷ پنجمین اثر داستانی او به نام سه‌شنبه از طرف نشر اسم منتشر و وارد بازار شد. این که ادامهٔ بر دو داستان قبلی یعنی یکشنبه و دوشنبه است به ادامهٔ زندگی شخصیت اصلی کتاب یعنی آربی آراکلیان می‌پردازد و در جریان سفر شخصیت اصلی داستان به شهرهای اصفهان، شیراز، اهواز، آبادان و بوشهر روایت می‌شود و تجربه شهر و سفر در کنار هم قرار گرفته‌اند. او در سه‌شنبه خواننده را دعوت به یک مفت‌سواری کرده است و نکته جالب اینکه نویسنده آن را بر اساس تجارب شخصی و واقعی خودش خلق کرده. البته در نسبتی دور با خود واقعی‌اش چون همه چیز از زاویه یک شخصیت داستانی روایت می‌شود. «آربی» شخصیت اصلی رمان سه‌شنبه، کارگردان تئاتر است اما پس از جدایی همسرش کمتر توانسته کار درخورِ تحسینی روی صحنه ببرد یا اینکه عمداً نخواسته چیزی را که جامعه می‌خواهد دو دستی تقدیمش کند. در این رمان ما با شخصیتی طرف هستیم که می‌خواهد دست از بازی کردن نقشش بکشد و نقابش را از صورت بردارد. در میانهٔ این کشمکش‌هاست که نیرویی نامرئی او را مدام به سمت بوشهر می‌کشاند؛ ولی آربی برای رسیدن به آنجا حتی عجله‌ای هم ندارد پس به یک مفت‌سواری مفصل و طولانی می‌رود. نه بلیت هواپیما می‌خرد نه قطار یا اتوبوس. کوله‌اش را جمع می‌کند، تمام وسایلی که یک هیچ‌هایکر لازم دارد تا بدون اینکه پولی برای جاده بدهد، در جاده باشد.
علی چنگیزی دربارهٔ این کتاب می‌نویسد:
«... اصرار وی [شخصیت اصلی] بر اشاره به کارهایش و همقطارانش و نقل قولی از جویس که می‌گوید تمام شخصیت‌های داستان من واقعی هستند؛ ولی این تلاش‌ها بی‌مورد است. شخصیت واقعی وجود ندارد. گیریم با هزاران ترفند بفهمیم فلانی در داستان را در عالم واقعی نشر هم می‌شناسیم، اگر ورطهٔ تکرار باشد و شباهت چه؟ مجاروت همانستی‌ها! مانیفستی در کار نیست، رازگشایی‌ای در کار نیست. هرچه بگویی هزار بار پیش از تو گفته‌اند و تو فقط تکرار تکرار هستی. حتی اگر در انتهای داستان بفهمی پدر واقعی هستی، نوشته‌هایت را در فایلی به دست کسی بسپاری ولی باز هم تو شبحی بیش نیستی. ستاره‌ای هم نیستی که هزارسال است مرده‌ای و نورت اکنون به‌ما می‌رسد، تو فقط یک شبحی با کلی درد و حرف و حدیث تکراری. حتی وقتی می‌روی و خود را در آب غرق می‌کنی، هیچ کاری نکرده‌ای، هیچ‌کسی از این عالم کم نشده است، چرا که خود نبودن هم دیگر ممکن نیست. نویسنده دغدغهٔ عالمی را دارد که دیگر گذشته، که نیست. دغدغهٔ عالمی که در آن ماده و عناصر اربعه درکارند: باد، خاک، آتش، آب. مانند تالس، آناکسیمنس، هراکلیتوس که از جمله فیلسوفان پیشاسقراطی بودند که تلاش کردند برای عالم جوهره و اصلی یکه و مادی قایل شوند. یکی تلاش داشت مسئلهٔ وحدت و کثرت را رفع کند، یکی جوهرهٔ اصلی جهان را آب می‌دانست، یکی جهان را نزاع دائمی وحدت و کثرت می‌دانست و معتقد بود تا این نزاع برپاست عالم هم هست. تو گویی دوباره لازم است جهان از دوران اسطوره وارد عصر فلسفه شود.»
احسان حسینی نسب هم رمان سه‌شنبه را با فیلم هامون ساخته داریوش مهرجویی مقایسه می‌کند و در خبرگزاری مهر می‌نویسد:
«آربی آراکلیان [قهرمان کتاب] شباهت‌هایی بنیادین با حمید هامون دارد و تفاوت‌هایی هم. آربی آراکلیان از نخستین پردهٔ «سه‌شنبه» سفر آفاقی و انفسی‌اش را با جنون آغاز می‌کند. قهرمان، سرگشته و ملول، راه نجات را در پیوستن به جریان طبیعت می‌داند؛ طبیعتِ پدیده‌ای به اسم سفر. خشک و غیرمنتظره. غیرقابل پیش‌بینی. مناسبِ روحِ آدمِ ملولی که دیگر هیچ چیزی برای از دست دادن ندارد. برای آربی از همان آغاز قصه پیداست که سرنوشت او را جنون رقم می‌زند.»
او در سال ۱۴۰۰ کتاب نمایندگان امر/ نمایندگان کلام: دوازده سال با کانون نویسندگان ایران و اهالی آن را توسط انتشارات امیرکبیر منتشر کرد. این کتاب تمرکز خود را بر تاریخ و اتفاقات پیرامونی کانون نویسندگان ایران از سال ۱۳۴۵ تا ‏۱۳۵۷ می‌گذارد. در این کتاب شما با روایت‌های متفاوت و تازه براساس خاطرات و یادداشت‌ها و اسناد تا به امروز کامل منتشر نشدهٔ سازمان ساواک مواجه می‌شوید. روایت‌هایی از افراد نام‌آشنایی همچون جلال آل‌احمد، سیمین دانشور، غلامحسین ساعدی، رضا براهنی، محمود اعتمادزاده، علی اصغر حاج سیدجوادی، احمد شاملو، محمود دولت‌آبادی، اسماعیل خویی و تعداد دیگر از نویسندگان و شاعران. این روایت‌ها تفاوت اصلی خود را در تازه بودن زاویه دید و مبنای روایتی در نظر می‌گیرند. روایت‌هایی براساس منابع دسته اول و کمتر دیده شده. این روایت‌ها در سنجهٔ خاطرات اعضای کانون نویسندگان ایران قرار گرفته است و از خلال آن جهت‌گیری برای تعریف تاریخ این کانون تا سال ۵۷ بوده است.
حسین شاهمرادی مدیر انتشارات امیرکبیر در مراسم رونمایی این کتاب در خبرگزاری مهر دربارهٔ چرایی انتشار این کتاب در آن انتشاراتی توضیح می‌دهد: «بسیاری انتظار نداشتند که این کتاب توسط انتشارات امیرکبیر منتشر شود، چرا که از صفحه نخست اسم انتشارات امیرکبیر وجود دارد. اما چه شد که ما این کتاب را منتشر کردیم؟ نخست اینکه این کار از جنس متون خشک پژوهشی نیست که صرفاً پژوهشگران مخاطب آن باشند. اکنون در دنیا بجای پژوهش‌های خشک آکادمیک، روایت‌های پژوهشی کار و منتشر می‌شوند. در این کتاب نیز ما با روایت مواجه هستیم، روایتی که همه زواید را حذف کرده است. گزاره‌های واقعی تکیه‌گاه این کتاب است که با روایتی آمیخته با ادبیاتی شیرین ارائه شده‌اند.»
رضا کردولو در نقد خود به کتاب در روزنامه‌ی فرهیختگان می‌نویسد: «کتاب با تصویری که از نحوه پیوستن آدم‌های متفاوت‌العقیده و مختلف‌الفکر به کانون نویسندگان ارائه می‌دهد، به خواننده کمک می‌کند تغییر رویکردها و تناقض‌هایی که در ادامه از آنها می‌بیند را به شکل مناسبی تحلیل کند و پس از مواجهه با روایت فردفرد نویسندگان از اخلاقیات تا آنچه در بازجویی‌ها و خاطرات‌شان مطرح کرده‌اند، فضای کلی کانون نویسندگان را به درستی بشناسد. «نمایندگان امر، نمایندگان کلام» به مخاطب کمک می‌کند به دور از اغراق‌ها و سوءتفاهم‌ها، توهمات و تقدس‌زایی‌ها و مخالفت‌های کور نویسندگان مطرح دهه‌های ۴۰ و ۵۰ را بشناسد. به دور از تلقی‌هایی که در همه این سال‌ها حول روشنفکران و نویسندگان و عمده افراد حاضر در کانون توسط موافقان و مخالفان افراطی برساخته شده است.»

### نمایشنامه‌نویسی و کارگردانی تئاتر
بارسقیان تاکنون پنج نمایشنامه نوشته که هر دو به صورت مشترک با غلامحسین دولت‌آبادی بوده. آن دو بعد از ده سال فعالیت و همکاری مشترک در تئاتر و به کمک همدیگر اولین نمایشنامه‌شان به نام گام زدن بر یخ‌های نازک (نشر افراز، ۱۳۹۱) را در سال ۱۳۹۰ نوشتند. این نمایشنامهٔ چهار پرده‌ای بلند یک تراژدی محسوب می‌شود که به زندگی یک کارگردان تئاتر به نام حسن گلشن می‌پردازد. این نمایشنامهٔ چند لایهٔ در دو زمان موازی روایت می‌شود. زمان اول مربوط به سال‌های ۱۳۱۸ الی ۱۳۳۲ است و زمان دوم از سال ۱۳۸۳ شروع و سال ۱۳۸۴ تمام می‌شود. در زمان حال نمایشنامه دانشجویی به نام امین پارسا را می‌بینیم که به پیشنهاد استادش روی زندگی حسن گلشن تحقیق می‌کند. حسن گلشن به علت این‌که از زندگی اطلاعت زیادی در دست نیست، اسمی هم ازش در تاریخ تئاتر نیامده است. ما در طول چهار پرده زندگی حسن گلشن را می‌بینیم. ازدواج، زندگی، کار او در بانک، کارگردانی تئاتر، شکستش انتشار روزنامهٔ هنری و در نهایت عدم موفقیت او به عنوان یک کارگردان تئاتری سفری است که او سر می‌گذارند و تراژدی زندگی‌اش را رغم می‌زند. در زمان حال هم ما شاهد تلاش امین پارسا برای کار روی پایان‌نامهٔ کارشناسی‌ارشدش هستیم و می‌بینیم او چطوری با موانعی که سر راهش گذاشته می‌شود مواجه می‌شود و آن‌ها را از سر راه برمی‌دارد.
محسن زمانی در مقاله خودش از این نمایشنامه در سایت ایران تئاتر این‌گونه می‌نویسد:
«باری، دولت‌آبادی و بارسقیان در راستای آرزوی خود برای بازگشت نمایش‌های باشکوه و عظیم، با تعداد شخصیت‌های زیاد و صحنه‌های پرشمار و داستانک‌های پرتعداد، بر گِرد نقشه داستانی اصلی، که زمان اجرای نمایشنامه را به چند ساعت می‌رساند و تماشای تئاتر را تبدیل به یک فرهنگ یا به بیان بهتر، زیستن درون یک رویداد فرهنگی می‌کند، خود دست به کار شده و به نگاشتن نمایشنامه «گام زدن بر یخ‌های نازک» پرداخته‌اند… نمایشنامه یک تراژدی واقع گرایانه است. در فهرست اشخاص نمایش نام بیش از ۵۰ شخصیت آمده که اگر تعداد هنروران را نیز به آن‌ها اضافه کنیم، به عددی نزدیک به صد می‌رسیم. چهار پرده دارد که دو پرده اول هرکدام ۱۴ صحنه، پرده دوم ۹ صحنه و پرده چهارم، هفت صحنه دارد. رویدادگاه‌های پرشماری دارد و هرگز پدیدآورندگان خودشان را محدود به فضای مشخص یا تعداد معلومی از رویدادگاه‌ها نکرده‌اند. هرکدام از چهار پرده را می‌توان دارای استقلالی نسبی دانست که البته در کنار هم و در هماهنگی کامل با یکدیگر منجر به پدید آمدن یک کلِ واحد می‌شوند.» این نمایشنامه که اجرای کاملش بیش از چهار ساعت‌ونیم به طول می‌انجامد با تعداد شخصیت‌های زیاد و حجم بالای منابع برای تولید، جزو یکی از مشکل‌ترین نمایشنامه‌هایی است که تاکنون برای اجرا نوشته‌اند و در کنار آثاری همچون فتح‌نامهٔ کلات (بهرام بیضایی، ۱۳۶۱) و منجی در صبح نمناک (اکبر رادی، ۱۳۵۹) قرار می‌گیرد. این نمایشنامه توانست سال ۱۳۹۲ در سی‌ویکمین دورهٔ جایزهٔ کتاب سال جمهوری اسلامی ایران در بخش تئاتر برگزیدهٔ کتاب سال شد.
تا آن تاریخ این اولین نمایشنامه‌ای بود که توانست چنین افتخاری کسب کند. این نمایشنامه علاوه بر این جایزهٔ مهم، توانست در هفتمین دورهٔ انتخاب آثار برتر ادبیات نمایش کانون نمایشنامه‌نویسان خانهٔ تئاتر ایران جایزهٔ اول بخش نمایشنامه‌نویسی را در همان سال به خودش اختصاص دهد. نسخهٔ اجرایی این اثر به نام تکیه بر دیوار نمناک هم در سی‌ویکمین جشنوارهٔ تئاتر فجر به کارگردانی غلامحسین دولت‌آبادی دو اجرا شد و در خردادسال ۱۳۹۲ در تالار مولوی به مدت یک ماه به اجرای عموم رفت. این نمایشنامه در بخش تولید متون سی‌ویکمین جشنواره هم شرکت کرد و آن‌جا توانست جزو پنج برگزیدهٔ این بخش باشد.
نمایشنامهٔ بعدی آن‌ها نامش پرترهٔ مرد ریخته (نشر افراز، ۱۳۹۳) بود. این نمایشنامهٔ تک نفره، دربارهٔ زندگی و مرگ هنرمند بزرگ تئاتر ایران، عبدالحسین نوشین است. این تک‌گویی دو پرده‌ای نوشتن را در مرحلهٔ مختلف از زندگی‌اش نشان می‌دهد. پردهٔ اول مربوط به آخرین ساعت فرار او از ایران می‌شود. ما با نوشینی مواجه هستیم که در عین حال که می‌خواهد ترک وطن بکند، بی‌صبرانه منتظر بازگشت خودش به کشور است. در پردهٔ دوم بیست سال از فرار او می‌گذرد و او در آخرین ماه‌های زندگی‌اش در مسکو است؛ یعنی سال زمستان سال ۱۳۴۹. شخصیت اصلی نمایشنامه خود عبدالحسین نوشین است و تمام نقش‌های افراد دیگر را هم خودش برای ما بازی می‌کند.
این نمایش در آبان و آذر ماه سال ۱۳۹۳ برای شرکت در سی‌وسومین دورهٔ جشنوارهٔ تئاتر فجر با تک بازی اصغر همت به مدت دو ماه تمام تمرین شد. اما نمایش در بازبینی اولیه توسط هیئت بازبینی سه نفره متشکل از قطب‌الدین صادقی، مسعود دلخواه و اسماعیل شفیعی مردود اعلام شد. اصغر همت در یادداشت مفصل خود به نام چرخ بازیگر از این بازیچه‌ها بسیار دارد به روند تمرینات و چگونگی شرایط بازبینی و رفتار بازبین‌ها و وقایع بعد از بازبینی اشاره می‌کند و شرح می‌دهد که چطور بعد از سی سال، بهش اجازه ندادند در جشنواره تئاتر فجر شرکت کند.
اما این اثر بالاخره در شهریور و مهر ماه سال ۱۳۹۵ در تماشاخانهٔ سنگلج تهران با بازی اصغر همت به روی صحنه رفت. این نمایش با استقبال منتقدان تئاتر روبه‌رو شد. حسن پارسایی در نشست نقد و بررسی این اثر که به همت کانون ملی منتقدان تئاتر برگزار شد گفت:
«افرادی که ایدئولوژی برایشان مهم‌تر است به هر شکلی که به هنر بپردازند، هنر قربانی می‌شود اما هنرمندانی که ایدئولوژی دارند ولی در خلق یک اثر اول به وجوه هنری آن توجه می‌کنند، اثری هنری تولید می‌کنند و چون اعتقاداتی هم دارند ناخوداگاه دیدگاهشان در اثرشان نیز ظاهر می‌شود ولی نباید ایدئولوژی جای هنر را بگیرد. چون هنر زیر مجموعه آن نیست. پس هنرمندی که دیدگاه سیاسی و اجتماعی دارد ناخوداگاه و نه به شکل قالب دیدگاهش در اثرش احساس می‌شود… در این نمایش‌نامه بخش‌هایی است که تاویل‌آمیز است و پایان اثر هم با تاویل و تعلیق همراه است. درآوردن و نگارش روایتی تاویل پذیر کار مشکلی است. «پرترهٔ مرد ریخته» ساختار منسجمی دارد با دیالوگ نویسی روایی، تمثیلی و گاهی کنایی که به خوبی توانسته است از فرم گزاره‌ای خارج شود. حتی برخی از مواردی که در این نمایش‌نامه به آن‌ها اشاره می‌شود در زمان فعلی نیز دارای مابازای بیرونی است و قابل طرح و بحث است.»
این نمایش بالاخره توانست در سی‌وپنجمین دورهٔ جشنوارهٔ تئاتر فجر شرکت کند و اصغر همت در نقش عبدالحسین نوشین توانست جایزهٔ ویژهٔ هیئت داوران را به‌خاطر بازی در این نقش به دست آورد. اما نمایش بعدی‌ای که این دو اجرا کردند صعود مقاومت‌پذیر آقای م. ر حساس! بود که در مهر ماه سال ۱۳۹۶ در محوطه و سالن اصلی تئاتر تالار محراب اجرا شد. این نمایش از تاریخ دو مهر به مدت ۲۵ شب اجرا شد. نصرالله قادری در شمارهٔ ۲۱۸ مجله نمایش/ آبان ماه ۱۳۹۶ در نقد مفصلش بر این اجرا نوشت:
«... نمایش در شکل و محتوی واقعیتی را می‌گوید که اکنون باید گفت. این مهم با تکیه بر شکل فراگیری و دریافت «دو سویه انگاری» قابل ادراک است… نواندیشی عضری نگرش در شکل و محتوی فربه است و می‌توان از ساحت‌های گوناگون به آن نگریست. ماننده منشوری است که خطی نیست. اجرای آتشفشان خاموش صعود مقاومت‌پذیر در این هنگامه بارقه امیدی است که می‌درخشد…»
از سایر عوامل این نمایش می‌توان به مهدی بازدار، احسان تخشید، فرزانه رضایی، محمد رجبی، فرهاد رنجبرمقدم، حامد صحت، فرزاد علوی، سارا محمدبیگی، فایزه محمدنجار و امید نمازی‌شیرازی. بارسقیان در این نمایش در نقش راوی نمایش ظاهر شد و غلامحسین دولت‌آبادی در نقش اصلی یعنی آقای م. ر حساس بازی کرد. اجرای زندهٔ این نمایش طی دو شب توسط فرزاد فره وشی فیلمبرداری و ضبط شد و در زمستان همان سال در سرویس پخش آنلاین فیلیمو به نمایش درآمد.
بارسقیان در مصاحبه با سایت تئاتر فستیوال گفت:
شما اگر نمایشی خوب اجرا شود، خوب نوشته شود، داستان داشته باشد و دلتان بخواهد دنبالش بروید، می‌روید؛ یک ساعت، دو ساعت یا پنج ساعت. منتها باید برای راحتی شما فکری شود. محیط هر نمایش فکر کردن به راحتی شما را قوام می‌دهد. محیط این نمایش به ما پیشنهاد می‌کرد کجا چه کنیم. ما هم همان کار را می‌کردیم. مسلماً وقتی معما حل می‌شود، ساده هم به نظر می‌رسد. اما حل معما سخت است. ما هم سعی کردیم معمای طراحی این نمایش را برای خودمان حل کنیم. مخاطب به نمایش گوش می‌کند. گوشه‌ای می‌ایستد و سیگارش را می‌کشد. حتی با موبایلش مشغول می‌شود. این شیوه تقریباً نزدیک به چیزی است که برشت می‌گوید: «مخاطب خیال کند در مسابقهٔ بوکس است.» ما رینگ بوکس نداریم. مفهوم آن را داریم. مخاطب آزادانه فکر می‌کند. ما ادعای مشارکت مخاطب در کار را نداریم؛ مخاطب با تعقل اش وارد کار می‌شود. بیان روند صحنه‌ها خود نشانهٔ دیگری از همراه شدن با برشت است. مخاطب را الکی درگیر هیچی نمی‌کنیم. از او نظر نمی‌خواهیم. می‌خواهیم فقط فکر کند.
از بارسقیان شنبه ۲۵ خرداد ماه ۱۳۹۸ در مراسمی تحت عنوان «نقش ارمنیان در تئاتر ایران» که در سالن کومیتاس باشگاه فرهنگی آرارات تهران برگزار گردید، از او به خاطر یک عمر فعالیت هنری در زمینهٔ تئاتر تجلیل به عمل آمد. این مراسم توسط مؤسسه فرهنگی هنری هوسک برگزار می‌شد.

### ترجمهٔ آثار نمایشی
اولین کتابی که از بارسقیان در زمینهٔ ترجمه منتشر شد دفتر یادداشت تریگورین (۱۳۸۶) بود. این نمایشنامه نوشتهٔ تنسی ویلیامز بود و به عنوان یکی از آخرین آثار ویلیامز شناخته می‌شد که سال‌ها بعد از مرگش پیدا و منتشر شده بود. نمایشنامهٔ دفتر یادداشت تریگورین در اصل برداشت آزاد تنسی ویلیامز است از یکی از محبوب‌ترین نمایشنامه‌هایی که در تمام طول عمرش خوانده بود و دوست داشت؛ یعنی مرغ دریایی آنتوان چخوف. او در تمام دوران کاری‌اش علاقه داشت این نمایشنامه را اقتباس کند و به خاطر همین تمام مدت به بازنویسی آن پرداخت. اما هیچ‌وقت از کارش راضی نبود و یکی از دلایلی که سال‌ها بعد از مرگش این نمایش منتشر شد هم همین.
نمایشنامهٔ زبردست/زیردست نوشتهٔ برندهٔ جایزهٔ پولیتزر سال ۲۰۰۲ سوزان لوری ـ پارکس در سال ۱۳۸۷ توسط نشر افراز منتشر شد. او نمایشنامهٔ مشهور اوت در اسیج کانتی نوشتهٔ تریسی لتس را در همان سال ۱۳۸۷ منتشر کرد.
در سال ۱۳۹۳ او نمایشنامه قرمز نوشته جان لوگان برنده جایزه تونی بهترین نمایشنامه در سال ۲۰۱۰ را ترجمه و به صورت رایگان منتشر کرد.

## کتابشناسی

### آثار داستانی
- باسگا، ۱۳۸۸، مجموعه داستان، تهران، نشر افراز[۴۲]
- یکشنبه، ۱۳۸۹، داستان بلند، تهران، نشر چشمه[۴۲]
- دوشنبه، ۱۳۹۲، داستان بلند، تهران، نشر چشمه[۴۳]
- پُل [ویراست اول]، ۱۳۹۴، رمان، تهران، نشر افراز[۴۴]
- سه‌شنبه، ۱۳۹۷، رمان، تهران، نشر اسم[۴۵]
- شب، ۱۴۰۰، تهران، نشر یکشنبه[۴۶]

### آثار غیرداستانی
- پس از کشف ردپای پلنگ صورتی؛ مجموعه مقالاتی در نقد تئاتر با همکاری غلامحسین دولت‌آبادی، ۱۳۹۶، تهران، نشر یکشنبه[۴۷]
- فاشیسم ادبی، مجموعه مقالاتی در نقد ادبیات، ۱۳۹۷، تهران، نشر یکشنبه[۴۸]
- بوطیقای نمایش‌نامه‌نویسی: کتاب اول، در همکاری با نصرالله قادری و غلامحسین دولت‌آبادی، ۱۳۹۸، تهران، نشر یکشنبه[۴۹]
- نمایندگان امر، نمایندگان کلام: ۱۲ سال با کانون نویسندگان ایران و اهالی آن از سال ۱۳۴۵ تا ۱۳۵۷، ۱۴۰۰، تهران، انتشارات امیرکبیر[۵۰]

### آثار نمایشی
- گام زدن بریخ‌های نازک:تراژدی در چهار پرده، با همکاری غلامحسین دولت‌آبادی، ۱۳۹۱، تهران، انتشارات افراز[۵۱]
- پرترهٔ مرد ریخته: مکاشفه‌ای در زندگی عبدالحسین نوشین: مونولوگ در دو پرده، با همکاری غلامحسین دولت‌آبادی، ۱۳۹۳، تهران، انتشارات افراز[۵۲]
- در استانبول: دیدار خانوادگی در دو پرده، با همکاری غلامحسین دولت‌آبادی ۱۳۹۶، تهران، نشر یکشنبه[۵۳]
- یلدای سرد و باشکوه استاد محمود راد: شب‌نشینی در یک پرده، با همکاری غلامحسین دولت‌آبادی، ۱۳۹۶، تهران، نشر یکشنبه[۵۴]
- صعود مقاومت‌پذیر آقای م. ر حساس! براساس نمایشنامهٔ صعود مقاومت‌پذیر آرتورو اویی نوشتهٔ برتولت برشت، با همکاری غلامحسین دولت‌آبادی و همراهی وحید جباری، ۱۳۹۶، تهران، نشر یکشنبه[۵۵]
- مینی‌بوس: یک خاطره‌ی عاشقانه، با همکاری غلامحسین دولت‌آبادی، ١۴۰١، تهران، نشر یکشنبه[۵۶]
- درکتاب‌فروشی/در تئاتر، با همکاری غلامحسین دولت‌آبادی، ١۴۰١، تهران، نشر یکشنبه[۵۷]

### آثار ترجمه
- دفتر یادداشت تریگورین: برداشتی آزاد از مرغ دریاییِ آنتون چخوف، نوشتهٔ تنسی ویلیامز، ۱۳۸۶، تهران، نشر قطره[۵۸]
- زبردست/زیردست، نوشتهٔ سوزان لوری پارکس، ۱۳۸۷، تهران، انتشارات افراز[۵۹]
- اوت در اُسیج کانتی، نوشتهٔ تریسی لتس، ۱۳۸۷، تهران، انتشارات افراز[۶۰]
- پیش از طلوع و پیش از غروب (دو فیلمنامهٔ همراه)، نوشتهٔ ریچارد لینکلیتر، ۱۳۸۸، تهران، انتشارات افراز[۶۱]
- مگنولیا، نوشتهٔ پل توماس اندرسون، ۱۳۹۱، تهران، انتشارات افراز[۶۲]
- خلق داستان کوتاه، نوشتهٔ دیمن نایت، ۱۳۸۸، تهران، انتشارات افراز[۶۳]
- درخشش ابدی ذهن بی‌آلایش (فیلمنامه)، نوشتهٔ چارلی کافمن، ۱۳۸۸، تهران، انتشارات افراز[۶۴]
- چرخهٔ کنتاکی، نوشتهٔ رابرت شنکن، ۱۳۹۰، تهران، انتشارات افراز[۶۵]
- کلایبورن پارک، نوشتهٔ بروس نوریس، ۱۳۹۱، تهران، انتشارات افراز[۶۶]
- بوفالوی آمریکایی، نوشتهٔ دیوید ممت، ۱۳۹۱، تهران، انتشارات نیلا[۶۷]
- قاشق قاشق آب، نوشتهٔ کیارا آلگریا هادس، ۱۳۹۳، تهران، انتشارات افراز[۶۸]
- کارولین یا تغییر، نوشتهٔ تونی کوشنر، ۱۳۹۳، تهران، انتشارات افراز[۶۹]
- کتابخانهٔ مرموز، نوشتهٔ هاروکی موراکامی، ۱۳۹۳، تهران، نشر میلکان[۷۰]
- دکستر، قاتل خوابگرد، نوشتهٔ جفری پی لیندزی، ۱۳۹۳، تهران، نشر میلکان[۷۱]
- تراموایی به نام هوس، نوشتهٔ تنسی ویلیامز، ۱۳۹۴، تهران، نشر میلکان[۷۲]
- بشنو آواز باد را، نوشتهٔ هاروکی موراکامی، ۱۳۹۴، تهران، نشر میلکان[۷۳]
- ساحل آرمانشهر، نوشتهٔ تام استاپارد، ۱۳۹۴، تهران، انتشارات افراز[۷۴]
- ناطور دشت، نوشتهٔ جی. دی. سالینجر، ۱۳۹۴، تهران، نشر میلکان[۷۵]
- تمام راه، نوشتهٔ رابرت شنکن، ۱۳۹۵، تهران، انتشارات افراز[۷۶]
- فلیک، نوشتهٔ آنی بیکر، ۱۳۹۵، تهران، نشر یکشنبه[۷۷]
- مسئلهٔ پیچیده، نوشتهٔ تام استاپارد، ترجمه با همکاری معین محب‌علیان ۱۳۹۶، تهران، نشر یکشنبه[۷۸]
- راک‌اَندرول، نوشتهٔ تام استاپارد، ترجمه با همکاری سیمین زرگران، ۱۳۹۶، تهران، نشر یکشنبه[۷۹]
- دیوارکشی، نوشتهٔ رابرت شنکن، ۱۳۹۶، تهران، نشر یکشنبه[۸۰]
- جدال با شیطان (بخش اول از سه‌گانهٔ بریتانیا) نوشتهٔ دیوید هر، ۱۳۹۶، تهران، نشر یکشنبه[۸۱]
- تهدید قضات (بخش دوم از سه‌گانهٔ بریتانیا) نوشتهٔ دیوید هر، ۱۳۹۶، تهران، نشر یکشنبه[۸۲]
- جای خالی جنگ (بخش سوم از سه‌گانهٔ بریتانیا) نوشتهٔ دیوید هر، ۱۳۹۶، تهران، نشر یکشنبه[۸۳]
- نورگیر، نوشتهٔ دیوید هر، ۱۳۹۶، تهران، نشر یکشنبه[۸۴]
- سه نمایشنامه دربارهٔ سرباز الیوت، نوشتهٔ کیارا آلگریا هادس، ترجمه با همکاری مهدی کیا، ۱۳۹۶، تهران، نشر یکشنبه[۸۵]
- شور داستان‌نویسی: تکنیک‌هایی برای نوشتن رمان، نوشتهٔ دونالد ماس، ۱۳۹۶، تهران، عصر داستان[۸۶]
- فیلم‌نامه‌نویسی آلترناتیو: با موفقیت قواعد را بشکنید، نوشتهٔ کن دنسیگر و جف راش، ۱۳۹۶، تهران، نشر چشمه[۸۷]
- قرمز و دو نمایشنامهٔ دیگر، نوشتهٔ جان لوگان، ۱۳۹۶، تهران، نشر یکشنبه[۸۸]
- ما بین محلهٔ ریورساید و دیوانگی، نوشتهٔ استیون ادلی گورجس، ۱۳۹۶، تهران، نشر یکشنبه[۸۹]
- تقلای اروس، نوشتهٔ بیونگ چول هان، ۱۳۹۸، تهران، نشر اسم[۹۰]
- روان‌سیاست: نئولیبرالیسم و تکنولوژی‌های جدید قدرت، نوشتهٔ بیونگ چول هان، ۱۳۹۸، تهران، نشر اسم[۹۱]
- رئالیسم کاپیتالیستی: آیا آلترناتیو دیگری نیست؟، نوشتهٔ مارک فیشر، ۱۳۹۸، تهران، نشر یکشنبه[۹۲]
- در دستهٔ زنبورها و واسازی در چین، دو کتاب در یک کتاب از بیونگ چول هان، ۱۳۹۹، تهران، نشر یکشنبه[۹۳]
- توپولوژی خشونت، نوشتهٔ بیونگ چول هان، ۱۳۹۹، تهران، نشر یکشنبه[۹۴]
- تصویر مدیر به عنوان نویسنده‌ای جوان، فیلیپ شونتالر، ۱۳۹۹، تهران، نشر یکشنبه[۹۵]
- فئودالیسم اطلاعات: چه کسی پیروز اقتصاد دانش است؟، نوشتهٔ پیتر دراهوس و جان بریث‌ویت، ۱۴۰۰، تهران، انتشارات امیرکبیر[۹۶]
- قدرت چیست؟، نوشتهٔ بیونگ چول هان، ۱۴۰۰، تهران، نشر یکشنبه[۹۷]
- جاسوس اول شخص، نوشتهٔ سام شپرد، ۱۴۰۱، تهران، نشر اسم[۹۸]
- ساختن: راهنمایی نامعمول برای ساختن چیزهایی که ارزش ساخته‌شدن دارند، نوشتهٔ تونی فادل، ۱۴۰۱، تهران، نشر میلکان[۹۹]
- عمل خلاقه: شیوه‌ای برای هستی، نوشتهٔ ریک روبین، ۱۴۰٢، تهران، نشر میلکان[۱۰۰]
- شجاعت مطلوب‌نبودن: تدبیری ژاپنی برای تغییر در زندگی و رسیدن به شادی حقیقی، نوشتهٔ ایچیرو کیشیمی و کوگا فومیتاک، ۱۴۰٢، تهران، نشر میلکان[۱۰۰]
- افسانه‌ی عادی بودن: تروما، بیماری و درمان در فرهنگ سمی، نوشتهٔ گبور مته، ١۴۰٢، تهران، نشر میلکان[۱۰۱]
- قدرت "آری" گفتن: جستجویی از طرف نمایشنامه‌نویس برای فهم بحران اقتصادی، نوشتهٔ دیوید هر، ١۴۰٣، تهران، نشر وزان[۱۰۲]